# Molí de Campalans
El Molí de Campalans és un molí del municipi de Borredà (Berguedà) que forma part de l'Inventari del Patrimoni Arquitectònic de Catalunya.

## Descripció
Molí construït al segle xviii seguint l'esquema clàssic d'una masia. Està orientada a llevant, de planta pràcticament quadrada. La façana arrebossada, amb obertures allindanades força senzilles. Està estructurat en planta baixa i dos pisos superiors. La coberta és a dues aigües amb teula àrab. Conserva part del rec, la bassa, les moles i el cacau.

## Història
És el primer molí del terme municipal de Borredà que aprofita les aigües de la ribera del Mergançol. Probablement fou establert pel monestir de Ripoll a la família Campalans a la baixa edat mitjana car l'any 1521 és documentat amb el nom de Molí de Campalans Jussà. Al s. XVIII fou totalment reformat i adaptat a les exigències de la gran família pagesa del mateix nom. Funcionà fins després de la guerra civil (1936- 1939).